# Talaromyces tardifaciens
Talaromyces tardifaciens är en svampart som beskrevs av Udagawa 1993. Talaromyces tardifaciens ingår i släktet Talaromyces och familjen Trichocomaceae.   Inga underarter finns listade i Catalogue of Life.